# Manmade God
Manmade God war eine US-amerikanische Post-Grunge-Band aus San Francisco. Zu den Bandmitgliedern gehörten “Pann” (Gesang), Craig Locicero (Gitarren), Steve Jacobs (Schlagzeug) und James Walker (Bass). Gründungsmitglieder waren Gitarrist Craig Locicero und Schlagzeuger Steve Jacobs, welche die Band aus ihrem vorherigen Projekt Forbidden heraus ins Leben riefen. Sie zerbrach schließlich Anfang des Jahres 2004.

## Diskografie
- 1998: Manmade God (Album, Eigenveröffentlichung; 2003 Wiederveröffentlichung bei American Recordings)
- 2001: 2001 (EP, Eigenveröffentlichung)
- 2003: Safe Passages (Single, American Recordings)